# Trichomanes spruceanum
Espèce
Trichomanes spruceanum est une espèce de fougères de la famille des Hyménophyllacées trouvée en Amérique du Sud tropicale.
Cette espèce est dédiée au botaniste collecteur Richard Spruce qui l'a découverte en 1852 sur les rives du Rio Negro.

## Description
Trichomanes spruceanum est classé dans le sous-genre Trichomanes.
Cette espèce a les caractéristiques suivantes :
- son rhizome est rampant, assez robuste, nu et portant des racines filiformes en petit nombre ;
- les frondes présentent un dimorphisme : les frondes stériles, courtes, ont une dizaine de centimètres, alors que les frondes fertiles, élancées, dépassent la trentaine de centimètres ;
- le limbe est divisé une fois et chaque segment est profondément lobé ;
- les sores sont tubulaires avec un court style portant les sporanges dépassant légèrement l'indusie ; ils sont insérées dans le limbe à l'extrémité des lobes.

## Distribution
Cette espèce, principalement terrestre, est présente dans les forêts denses d'Amérique du Sud tropicale, principalement amazonienne : Brésil, Équateur, Guyana, Pérou et Venezuela.